# Candice Night

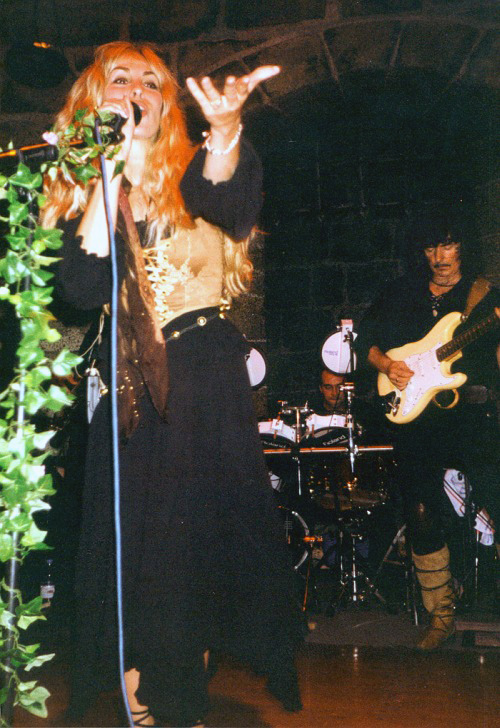
Candice Night, en una actuació de Blackmore's Night

Candice Night (Hauppage, Estat de Nova York, E.U.A., 8 de maig del 1971 -) és cantant, i dona de Ritchie Blackmore, antic guitarrista de Deep Purple. Havia fet els cors en l'anterior grup d'en Ritchie, Rainbow, i en l'actualitat és la cantant del grup Blackmore's Night, d'estil neorenaixentista.

## Biografia
Candice Night va començar la seva carrera com a cantant, fent els cors en alguns dels concerts de Deep Purple, durant la gira Battle Rages On tour, en què acompanyava en Ritchie Blackmore. La parella s'havia conegut en un partit de futbol el 1989, quan Candice treballava en una emissora de ràdio de Nova York.
El 1995, en Ritchie li demanà que escrivís cançons per al que seria el darrer disc de Rainbow, Stranger in Us All; les seves peces Ariel, Wolf to the Moon, Black Masquerade, i la lletra de Hall of the Mountain King, la van fer compositora d'anomenada internacional. Abandonant la carrera de model, començà a treballar conjuntament amb Ritchie Blackmore, formant el grup "Blackmore's Night" (la suma dels cognoms dels dos) en el 1997, fent-ne les músiques de les cançons i actuant com a cantant del conjunt. El primer disc de Blackmore's Night va ser el premiat Shadow of the Moon.
Des d'aleshores, Blackmore's Night ha guanyat discos d'or i ha aparegut sovint a les llistes de més venuts. La cantant i compositora també ha eixamplat el seu camp musical: ara toca també diversos instruments medievals de vent, com el shawn anglès, la cornamusa, el rauschpfeife alemany, el whistle i el punteiro gallec.
Candice Night també col·laborà amb el grup alemany de Power metal Helloween en el seu darrer disc Keeper of the Seven Keys (2005).

## Carrera
Als dotze anys va començar a fer de model amb el nom de "Candice Loren" apareguent en tota mena d'anuncis publicitaris, radiofònics i impresos, i va promocionar productes en fires comercials fins als 20 anys. Night també va tenir el seu propi programa de ràdio en una estació de ràdio de música rock a Long Island, i va assistir a l'Institut Tecnològic de Nova York on va estudiar comunicació.
Va ser fan de Rainbow, i conègué Ritchie Blackmore quan li demanà un autògraf el 1989; passaren a viure junts el 1991. Candice va fer els cors a la cançó instrumental "Difficult to Cure" a la gira europea de Deep Purple del 1993. També va ser autora de les lletres i va cantar els cors a "Ariel", "Black Masquerade", "Wolf to the Moon" i "Hall of the Mountain King" per a "Stranger in Us All", el CD de Rainbow. Tot i que no tenia experiència com a cantant principal professional, Blackmore la va animar a convertir-se en la seva parella musical. Després va escriure la lletra de la majoria de les cançons del primer àlbum de "Blackmore's Night, Shadow of the Moon", on va proporcionar la veu principal. Aquelles cançons van ser escrites ja per a la seva veu.
Night també ha compost algunes cançons completes, com ara "Now and Then" a Under a Violet Moon (1999) i "3 Black Crows" i "Ivory Tower" a Ghost of a Rose (2003). Continua escrivint totes les lletres de les cançons de Blackmore's Night, i hi toca nou instruments renaixentistes i medievals.
Des d'aleshores, ha estat guardonada amb àlbums d'or i altres premis per la música de Blackmore's Night, i ha arribat a les llistes internacionals amb la música del grup. El seu llançament de 2008, "Secret Voyage", va entrar al número 1 de les llistes de Billboard de la nova era, s'hi va quedar durant quatre setmanes, i després es va mantenir entre els 10 primers durant 14 setmanes addicionals. Continua involucrada en la música, actuant tant en CD com en concerts, escrivint lletres, cantant i tocant instruments medievals: xeremia, cornamusa, rauschpfeife, whistle i chanters.
El 2006 Night va cantar a la cançó "Light the Universe" de Helloween del seu àlbum "Keeper of the Seven Keys: The Legacy", i també va aparèixer al vídeo musical d'aquesta cançó.
Va interpretar el paper d'Oria a l'òpera rock Story of Aina, amb Sass Jordan i Glenn Hughes. Va cantar tres cançons a l'àlbum "Infinity" de Beto Vázquez amb Tarja Turunen de Nightwish i Sabine Edelsbacher d'Edenbridge. La cançó de Blackmore's Night "Old Mill Inn" forma part de la banda sonora de Yes Man de Jim Carrey del desembre de 2008.
També apareix als Estats Units i al Japó a les pantalles de vídeo interactives del parc temàtic MagiQuest, fent de princesa Amora i de princesa Candice. També va ser la Reina de les Fades de la revista Faerie durant dos anys, hi aparegué a la portada a la primavera de 2007, i feu aparicions i actuacions a Faerie Festivals als Estats Units.
Night també és molt coneguda per les contribucions benèfiques al benestar animal. Al llarg dels onze anys d'existència de "Blackmore's Night", el duet ha donat prou fons al Fons Mundial per la Natura perquè plantés 6.000 arbres fruiters a Borneo per a l'hàbitat dels orangutans; han donat a "Save the Bats" de Berlín; "Save the Badgers" a Anglaterra; organitzacions benèfiques locals d'animals als Estats Units, inclosa un espectacle benèfic anual en què els beneficis es destinen a Save A Pet, Little Shelter, Best Friends i North Shore Animal League. També han donat part dels ingressos de la venda de CD a la Creu Roja per ajudar les víctimes de les inundacions a l'Europa de l'Est; a CO2OL per plantar arbres a Panamà per compensar la contaminació que puguin generar els seus concerts; i han contribuït a l'UNICEF. Altres organitzacions benèfiques amb les quals han cooperat inclouen People for the Ethical Treatment of Animals i la Societat per a la Prevenció de la Crueltat vers als Animals. 
Després de festejar durant gairebé quinze anys, Night i Blackmore es van casar l'octubre de 2008. La seva filla, Autumn, va néixer el 27 de maig de 2010 i va ser la inspiració per a l'àlbum de Blackmore's Night, Autumn Sky, que va ser llançat el setembre de 2010. El 7 de febrer de 2012, Night va donar a llum un fill, Rory Dartanyan.
Va fer el seu primer àlbum en solitari, Reflections, publicat l'octubre de 2011, amb totes les cançons escrites per Night, i consistint principalment en balades de rock suau. El seu darrer llançament en solitari és "Starlight, Starbright"; inspirada en el naixement dels seus fills, aquesta col·lecció de cançons són versions de clàssics favorits, així com una nova composició destinada a portar l'oient a la terra dels somnis.

## Discografia
Tots són de Blackmore's Night, llevat que s'indiqui altrament
- 2006 Village Lanterne
- 2005 Keeper of the Seven Keys - The Legacy (interpreta la cançó Light the Universe en aquest disc del conjunt Helloween)
- 2004 All for One The Finest Collection of Blackmore's Night
- 2005 Castles & Dreams (video)
- 2004 Beyond the Sunset - The Romantic Collection
- 2003 Ghost of a Rose
- 2002 Past Times With Good Company
- 2002 Call It Love (Candice Night en solitari)
- 2001 The Minstrel Hall
- 2001 Fires at Midnight
- 1999 Under a Violet Moon
- 1997 Secret Unplugged
- 1997 Shadow of the Moon
- 1994 Stranger in Us All (pel conjunt Rainbow)

## Aparicions convidades
- Beto Vázquez Infinity – Beto Vázquez Infinity (2001), "Through Times Part II", "Golden Hair", "Through Times Part III" & "Promises Under the Rain"
- Aina – Days of Rising Doom (2003), "The Siege of Aina" & "Rape of Oria"
- Helloween – Keeper of the Seven Keys: The Legacy (2005), "Light the Universe"
- Various Artists – A Life in Yes: The Chris Squire Tribute (2018), "Don't Kill The Whale"
- Avantasia – Moonglow (2019), "Moonglow"

William Shatner – The Blues (2020), "The Thrill Is Gone"
- The Prog Collective – Songs We Were Taught (2022), "It's Too Late"